# Fotin, Buzău
Fotin este un sat în comuna Râmnicelu din județul Buzău, Muntenia, România. Acest sat este la o distanță de 7km de Râmnicul Sărat și 42 km de Buzău.  Are o climă hemiboreala de aproximativ 12 °C.  Cea mai caldă lună este iunie cu o medie de 26 °C și o minimă în decembrie-ianuarie cu -4°c. .